# Josephine Cochrane
Josephine Cochrane (roj. Garis), ameriška izumiteljica in podjetnica, * 8. marec 1839, okrožje Ashtabula, Ohio, Združene države Amerike, † 3. avgust 1913, Chicago, Illinois, ZDA.
Znana je kot izumiteljica prvega učinkovitega pomivalnega stroja na ročni pogon, idejo za katerega je s pomočjo mehanika Georgea Buttersa tudi uspešno pretvorila v proizvodnjo. Njena izvedba s curki vode je bila mnogo učinkovitejša od sodobnikov in po podobnem principu še zdaj delujejo vsi sodobni pomivalni stroji.

## Življenjepis
Izvirala je iz znane družine inženirjev in izumiteljev. Po poroki s trgovcem in politikom Williamom Cochranom je živela kot salonska dama v kraju Shelbyville (Illinois), a je ohranila samosvojo naravo, tako je med drugim dodajala e svojemu novemu priimku.
Po anekdoti je bila nezadovoljna nad tem, kako so služabniki ravnali z dragocenim družinskim porcelanom, zato ga je začela pomivati sama, a ji je bilo opravilo odveč. Začela je razmišljati o mehanski rešitvi in se domislila curkov vode, usmerjenih od spodaj v posodo, naloženo v košaro s predelki. Po navdihu je ostala doma in delala na zamisli medtem ko je njen mož šel na okrevanje zaradi bolezni.
Kmalu po vrnitvi, leta 1883, je William Cochran umrl in ji zapustil mnogo dolgov, ostala je tudi brez njegovega vpliva, ki bi ji pomagal uveljaviti njeno zamisel. V skrbi za svojo prihodnost pa je postala še bolj odločena uspeti in je v lopi za hišo začela izpopolnjevati prototip ob pomoči mladega mehanika Georgea Buttersa. Patent za svoj izum je prejela konec leta 1886. Naprava je bila sestavljena iz košare za posodo, postavljene v kolo, ki je ležalo v bakrenem bojlerju, poganjal pa jo je sprva uporabnik z ročico (v kasnejših izvedbah elektromotor). Ročica je obračala kolo in črpala vročo vodo z detergentom, da je brizgala skozi šobe na dnu bojlerja.
Ustanovila je podjetje Garis-Cochran Dish-Washing Machine Company z Buttersom kot prvim zaposlenim in pričela oglaševati svoj produkt v revijah, vendar je bil začetek težak. Njena naprava je bila namreč predraga in prevelika za gospodinjstva, poleg tega običajne hiše takrat še niso imele zadostnih virov vroče vode za delovanje, zato je pričela nagovarjati hotelirje in jim prodala prve naprave. Kot ženska se je soočala z velikimi težavami. V ZDA je bilo gibanje za pravice žensk šele v povojih in noben potencialni investitor ni bil pripravljen podpreti podjetja, v katerem bi imela ona glavno besedo. V zadregi je bila že kot trgovska potnica, saj takrat še ni bilo v navadi, da bi ženska samostojno hodila okrog brez moža.
Preboj je dosegla leta 1893 na svetovni razstavi World's Columbian Exposition v Chicagu, kjer so njeni pomivalni stroji delovali v ogromnih kuhinjah razstavišča in prejeli priznanje žirije za najboljšo mehaniko, trpežnost ter uporabnost za svoj namen. Po tistem je prejela mnogo naročil od hotelov in restavracij, kasneje pa tudi bolnišnic in kolidžev iz vsega Illinoisa in okolice. Uspeh ji je konec 19. stoletja omogočil odpreti tovarno in tržiti iznajdbo po vseh ZDA, glavni kupci pa so bili vse do konca hoteli in druge ustanove z velikimi kuhinjami. Podjetje se je v tem času imenovalo Cochran's Crescent Washing Machine Co.
Josephine Cochrane je umrla v 75. letu starosti na svojem domu v Chicagu zaradi izčrpanosti. Njeno tovarno je leta 1926 prevzelo podjetje KitchenAid (zdaj del korporacije Whirlpool). Šele v 1950. letih sta se tehnika in odnos do gospodinjskih opravil tako razvila, da so se pomivalni stroji uveljavili tudi v gospodinjstvih.